# Der Postillon
Der Postillon ist eine deutschsprachige Webpräsenz, die von Stefan Sichermann betrieben wird und täglich satirische Beiträge im Stil von Zeitungsartikeln und Agenturmeldungen veröffentlicht.

## Geschichte
Die Website wurde am 28. Oktober 2008 von Stefan Sichermann gegründet, der noch bis 2011 hauptberuflich für eine Werbeagentur arbeitete und die Seite (meist unter dem Pseudonym „DerChefred“) zunächst allein betrieb. Inspiriert wurde Sichermann dabei von der US-Satirezeitung The Onion. Der satirischen Selbstdarstellung des Postillons zufolge besteht die Zeitung demgegenüber schon seit dem 28. Oktober 1845 und erhielt ihre ersten Inhalte von durchreisenden Postillonen. Entsprechend zeigt das Logo der Seite ein Posthorn mit Steckenpferd.
Einen deutlichen Anstieg der Nutzerzahlen verzeichnete der Postillon im Jahr 2011 nach einer Meldung mit dem Titel: Razzia bei kino.to zwingt Millionen User, zwei Minuten nach neuer Streaming-Plattform zu suchen, die im Anschluss an die Schließung der Video-on-Demand-Seite Kino.to erschienen war. Die Postillon-Artikel verbreiteten sich vor allem über soziale Netzwerke wie Facebook, Twitter und Google+. Alleine im März 2014 wurden die Beiträge des Postillon so fast 700.000 Mal geteilt. Damit hat das Satire-Blog eine höhere Social-Media-Reichweite als Nachrichtenportale wie Focus Online, Süddeutsche.de oder Frankfurter Allgemeine.
Im Jahr 2010 gewann der Postillon bei den vom Rundfunksender Deutsche Welle jährlich für Blogs vergebenen Auszeichnungen The BOBs in der Kategorie Best Weblog German (bester deutscher Weblog), sowohl in der Jury- als auch in der Nutzer-Wertung. Seit Oktober 2011 besteht ein Onlineshop mit dem Namen Shopillon, der humoristische Produkte wie z. B. ein Minderheitenquartett vertreibt. Im März 2012 wurde eine Sammlung beliebter Postillon-Artikel erstmals als Taschenbuch veröffentlicht. Am 24. Mai 2012 wurde unter dem Titel Postillon24 Nachrichten zudem die erste satirische Nachrichtensendung mit Inhalten im Stile des Postillons auf YouTube veröffentlicht. Anlässlich der Bundestagswahl 2013 wurden weitere Videos in Kooperation mit Yahoo veröffentlicht. Diese Zusammenarbeit wird seit November 2013 fortgesetzt.
Im Juni 2013 erhielt der Postillon den Grimme Online Award in der Kategorie „Information“ und als Publikumspreis.
Die Website hatte nach eigenen Angaben im Februar 2014 erstmals über vier Millionen Besucher.

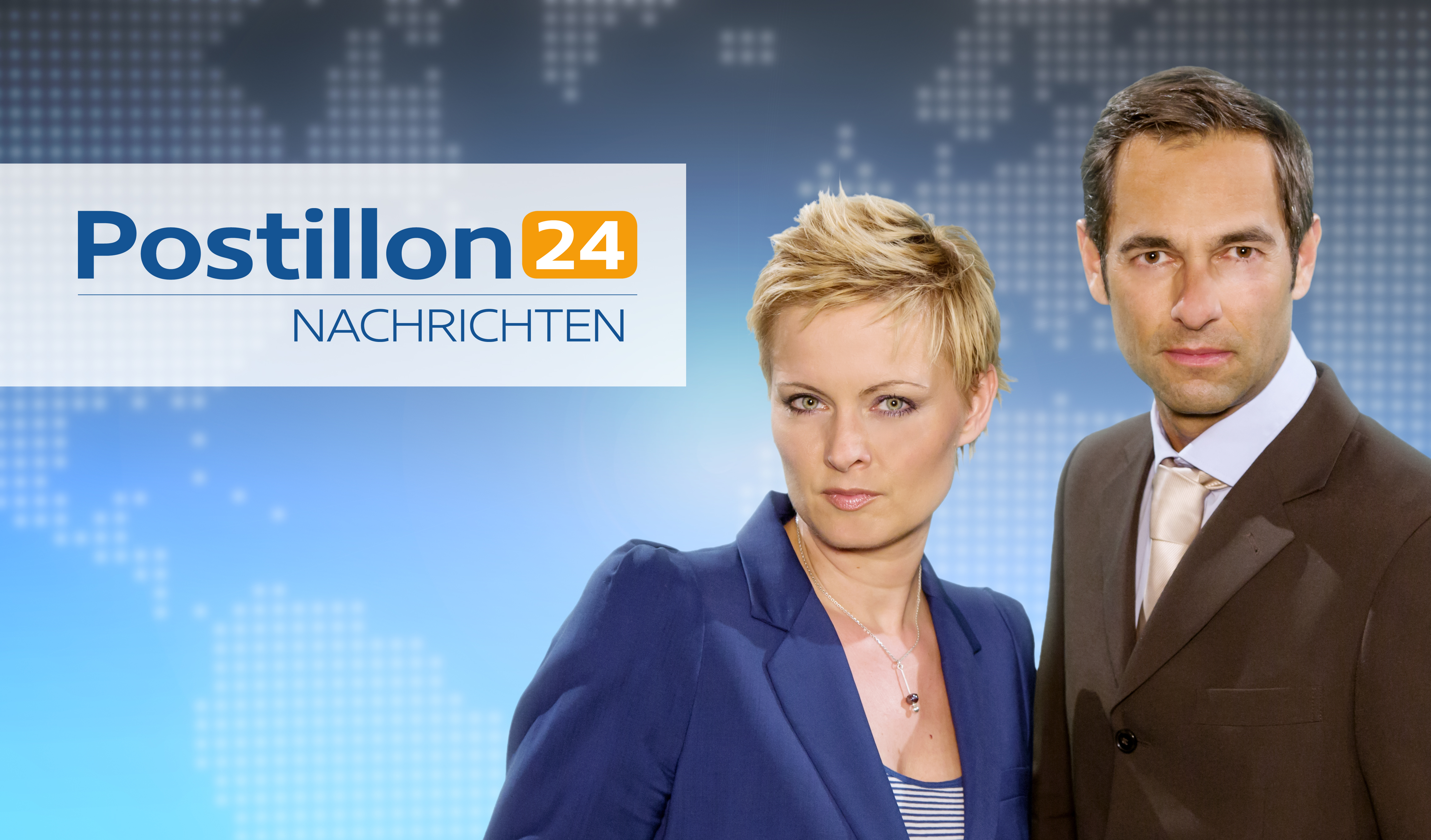
Postillon24 wird von Anne Rothäuser und Thieß Neubert moderiert

Seit dem 25. April 2014 sendet das NDR Fernsehen die Postillon24 Nachrichten. Zudem gibt es seit dem 8. Mai 2014 im Jugendhörfunk des NDR, N-Joy, im Rahmen der N-JOY Morningshow einminütige Postillon Hörfunknachrichten. Auch über die Pop-/Servicewelle des Bayerischen Rundfunks Bayern 3 wurden die Postillon Hörfunknachrichten zeitweilig gesendet. Im selben Jahr mahnte der Fernsehsender N24 den NDR ab, weil die Kurzform des Postillon24-Logos, P24 dem Corporate Design von N24 sehr ähnelt. Der NDR reagierte daraufhin, indem die Kurzversion mit einem schwarzen Balken verdeckt wurde. In späteren Sendungen wurde das Logo leicht abgeändert, um Verwechslungen zu vermeiden.
Im Januar 2016 ging die Facebook-Seite Faktillon online, die „‚Fakten‘, Halbwahrheiten & mehr!“ postet, satirisch angelehnt an diverse andere Facebook-Seiten, die vorgeblich wahre Fakten veröffentlichen.
Am 9. November 2016, kurz nach dem Wahlsieg von Donald Trump zum Präsidenten der USA, startete der Postillon seine internationale Ausgabe The Postillon mit der Schlagzeile: „Make News Honest Again!“
Inzwischen betreibt Sichermann die Seite hauptberuflich, wobei er das Angebot durch Werbeeinnahmen, Steady-Abonnements, Bücherverkäufe und Spenden finanziert. Er schreibt nicht mehr alle Beiträge selbst, sondern hat sich ein Team aus festen und freien Autoren aufgebaut. Zu den festen Autoren zählen laut Impressum Dan Eckert, Peer Gahmert, Philipp Feldhusen, Tobias Lauterbach, Daniel Al-Kabbani, Sascha Gerson und Doris Anselm, dazu gehört noch ein Kreis aus freien Autoren, die gelegentlich Artikel beisteuern. Alexander Bayer ist ein ehemaliges Redaktionsmitglied.
International existieren mehrere vergleichbare Nachrichtenportale. Neben dem Vorbild The Onion aus den Vereinigten Staaten sind dies unter anderem De Speld aus den Niederlanden, Le Gorafi aus Frankreich, Lercio aus Italien, El Mundo Today aus Spanien, Die Tagespresse aus Österreich und Waterford Whispers News aus Irland, mit denen der Postillon kooperiert.
Im Mai 2020 veröffentlichte der Postillon die App BER Bausimulator, die innerhalb weniger Stunden auf Platz 2 der Apple-Gratis-Spiele-Charts landete. Die App verspreche „viel Frust“.
Seit dem 19. Februar 2021 betreibt der Postillon auch einen Podcast, den „Podcastillon“.
Einige Postillon-Beiträge entstehen in Zusammenarbeit mit dem Kleinkunst-Kollektiv Luksan Wunder. So wurden etwa von Luksan Wunder produzierte Videos (hauptsächlich im Rahmen der Reihe Postillon-Tutorial) auf dem Postillon-YouTube-Kanal veröffentlicht, nachdem diese Jahre zuvor schon auf deren Kanal veröffentlicht worden waren.
Am 28. April 2022 änderte der Postillon im Zuge der Ankündigung Elon Musks, Twitter zu übernehmen, als Satire den Namen der Website in Der Muskillon. In Artikeln wurde der vermeintliche Verkauf geschildert: Musk sollte demzufolge den Postillon für 100 Mrd. US-Dollar gekauft haben.

## Inhalte
Neben klassischen Artikeln erscheinen im Postillon Ratgeber, die Ergebnisse fiktiver Umfragen, wöchentliche Nutzerbefragungen, die in Zusammenarbeit mit dem fiktiven Meinungsforschungsinstitut Opinion Control durchgeführt werden („Sonntagsfrage“), „Psychotests“, Titelblätter der fiktiven Zeitschrift Postillon am Sonntag (PamS) unter der Überschrift „Morgen in PamS“, ein aus Lesereinsendungen zusammengestellter Newsticker mit Wortspielen sowie „Leserbriefe der Woche“, die aus Kommentaren in sozialen Netzwerken oder E-Mails bestehen und meistens von Personen stammen, die den satirischen Charakter nicht verstehen oder sich über den Humor beschweren.

Die fiktiven Geschichten der Artikel spielen häufig auf aktuelle Themen an und behandeln gesellschaftliche Gegebenheiten. Im Text wird regelmäßig die Berichterstattung anderer Online-Medien oder, insbesondere bei historischen oder zumindest nicht tagesaktuellen Bezügen, Darstellungen in der Wikipedia verlinkt. Diese Links verweisen üblicherweise auf die jeweils persiflierten realen Vorgänge, die den Hintergrund der Artikel oder des jeweiligen Satzes bilden.

Beispiel einer Konversation mit DeppGPT

Ein regelmäßig wiederkehrender Charakter und Running Gag ist der „kleine Timmy (9)“, der beispielsweise nach dem Osterbraten das Verschwinden seines Kaninchens feststellte, beim Versteckspiel „schon seit über fünf Stunden nicht gefunden“ wurde oder aufgrund der „Kinderhaarallergie“ der Familienkatze ins Heim musste.
Die Inhalte können für nichtkommerzielle Zwecke frei unter einer Creative-Commons-Lizenz weiterverwendet werden.

## DeppGPT und weitere KI
Am 31. Mai 2023 startete der Postillon den KI-Chatbot DeppGPT, der Eingaben der Benutzer mit Quatsch und teils unflätigen Motzereien beantwortet. Der Name ist eine Anspielung auf den KI-Chatbot ChatGPT. Dieser Chatbot ist aber nicht nur auf diese Weise mit ChatGPT von OpenAI verbunden. Tatsächlich arbeitet DeppGPT via API-Key basierend auf dem GPT-3.5-Modell von OpenAI. Der Chatbot erreichte bereits nach einem Tag ungefähr eine Viertelmillion Anfragen.
Einige Wochen später startete der Postillon die KI Grünen-Bashing-Überleitungsgenerator, die auf einem vom Postillon aufgenommenen Gag aus der Leserschaft basiert. Nach einem Kommentar eines Lesers, der scheinbar ohne Kontext auf die Beschimpfung der Partei Bündnis 90/Die Grünen überleitete, postete ein anderer Leser darunter ein Bild mit Beschreibung des fiktiven Superhelden Grünenbashing-Man, der von jedem Thema auf die Beschimpfung der Grünen überleiten kann. Der Postillon adaptierte das und nutzte den Begriff in mehreren Artikeln sowie als Running Gag in der Leserbrief-Rubrik. Für „darin weniger begabte Leser“ erschuf der Postillon dann die KI Grünenbashingüberleitungsgenerator, die auch von jedem Thema auf die Beschimpfung der Grünen überleiten soll.
Weiterhin ist auf der Postillon-Webseite das Übersetzungstool DeppL zu finden, welches in 16 Sprachen „übersetzt“, darunter auch Schwäbisch.

## Öffentliche Wahrnehmung
2011 stieß der Postillon mit einem Artikel auf Kritik, der kurz nach dem Tod von Steve Jobs erschien und über (erfundene) Spekulationen über „Design und Features“ von dessen Sarg berichtete. Zahlreiche Leser empörten sich daraufhin über die kurze Zeit zwischen dem (realen) Ereignis und seiner satirischen Behandlung und kündigten in den Kommentaren an, den Postillon in Zukunft nicht mehr zu lesen; die Kritik, nicht „noch etwas abgewartet“ zu haben, und die Formulierung „ein Leser weniger“ wurden in der Folge zu einem Running Gag unter den regelmäßigen Lesern.
Im August 2012 machte der Postillon Schlagzeilen, als der Fernseh-Moderator Dieter Moor einen Artikel zum Bau des Berliner Flughafens in seiner Rubrik Schluss mit Moor (innerhalb der ARD-Sendung ttt – titel, thesen, temperamente) kopierte, ohne auf die Urheberschaft Sichermanns hinzuweisen. Nachdem verschiedene Medien, darunter Stern.de, über den Vorfall berichtet und sich zahlreiche Zuschauer auf der Facebook-Seite der Sendung beschwert hatten, veröffentlichte ttt dort zunächst eine allgemeine Entschuldigung und später einen expliziten Hinweis auf die Originalquelle des Witzes.
Der Artikel Linie übertreten: Rekordsprung aus 39 Kilometern Höhe für ungültig erklärt, in dem der Postillon von einer vermeintlichen Linienübertretung beim Sprung Felix Baumgartners aus der Stratosphäre berichtete, mit dem der österreichische Extremsportler am 14. Oktober 2012 mehrere aeronautische Rekorde gebrochen hatte, stieß auf große Resonanz im Internet, darunter zum Teil wütende Kritik zahlreicher Baumgartner-Fans.

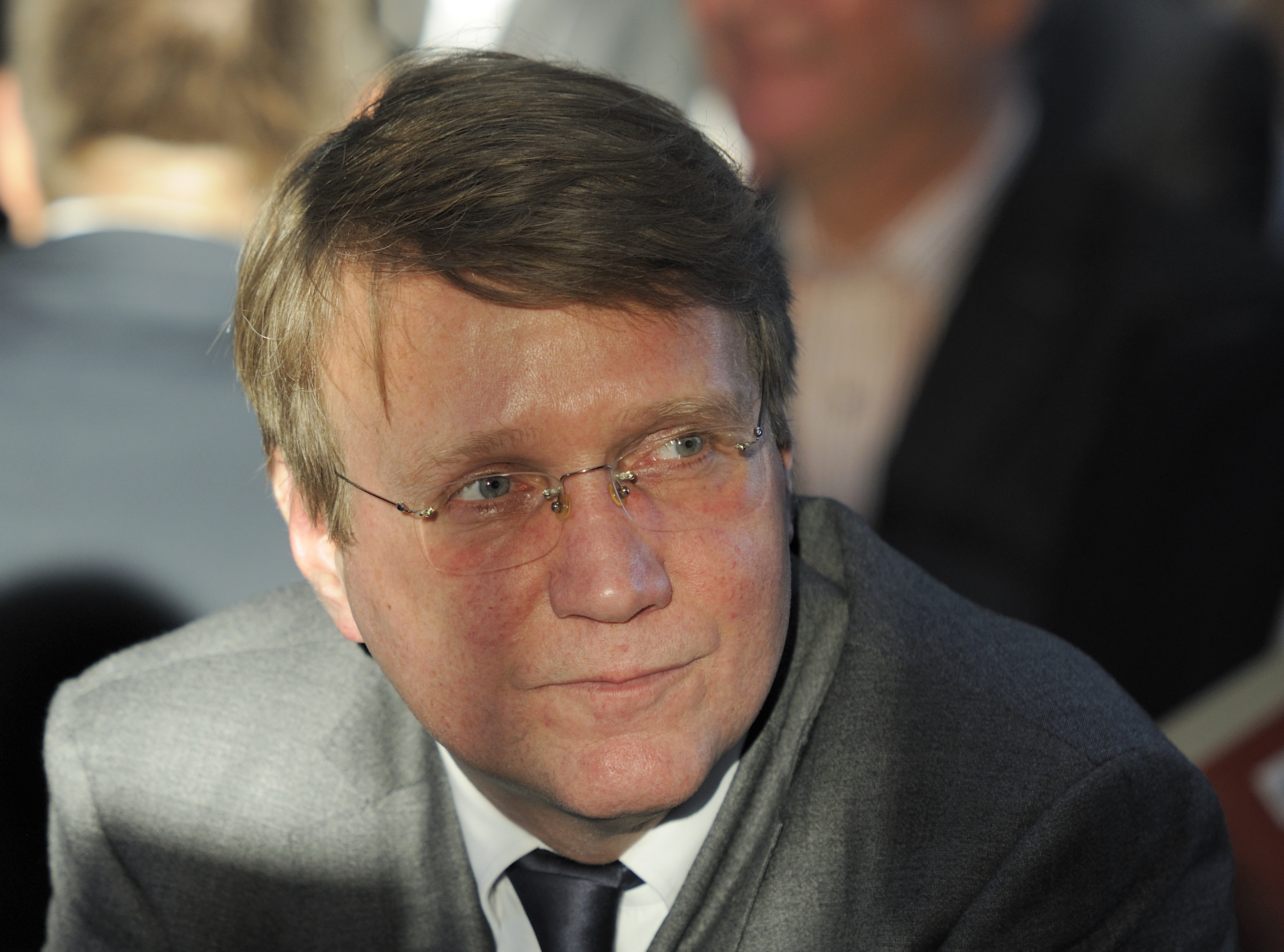
Das vom Postillon für den Beitrag verwendete Foto stammt aus dem Medienarchiv Wikimedia Commons und zeigt Ronald Pofalla bei der Unterzeichnung des Koalitionsvertrages der 18. Wahlperiode des Bundestages.

Als am 2. Januar 2014 zahlreiche Medien über einen erwarteten Wechsel von Ronald Pofalla in den Vorstand der Deutschen Bahn berichteten, veröffentlichte auch der Postillon einen solchen Artikel, datierte ihn jedoch auf den 1. Januar. Dadurch entstand bei vielen Lesern und einigen Medien der Eindruck, die Meldung stamme ursprünglich vom Postillon und entspreche nicht der Wahrheit.
Bei der Fußball-Weltmeisterschaft 2014 wurde nach dem 7:1-Sieg der deutschen Nationalmannschaft gegen Brasilien eine Meldung des Postillons, dass ein „Kneipenwirt, der für jedes deutsche Tor einen Schnaps gratis versprochen hat[te], pleite[gegangen]“ sei, ungeprüft vom russischen Sender Rossija 24 übernommen. Die Meldung verbreitete sich auf mehreren russischsprachigen Nachrichtenportalen.
Im Januar 2015 sorgte der Postillon für Verwirrung, als er eine vermeintliche Absage der Pegida-Demonstration am 5. Januar vermeldete. Durch Twitter- und Facebook-Meldungen sowie Screenshots, denen zufolge sich die Organisatoren der Pegida zerstritten haben, unterlegte der Postillon seine Meldungen. Schließlich wurde über die sozialen Netzwerke ein Link verbreitet, der zu einer gefälschten Spiegel-Online-Seite führte, welche die Meldung des Postillons bestätigte. Die Fälschung selber stammte nicht vom Postillon, wurde aber durch diesen maßgeblich verbreitet.
Im November 2015 griffen mehrere syrische Nachrichtenwebsites eine Postillon-Meldung auf, nach welcher der einzige anwesende Syrer am Syrien-Gipfel in Wien ein Kellner gewesen sei, der den Teilnehmern Häppchen und Getränke servierte. Wie vom Postillon korrekt berichtet, hatte an der Konferenz kein Vertreter Syriens teilgenommen.
Ende Mai 2016 hielt die AfD-Politikerin Beatrix von Storch einen Artikel des Postillon vom Januar 2015 über die Einführung einer europäischen Nationalmannschaft für so authentisch, dass sie sich in einem öffentlichen Facebook-Post dagegen aussprach und Bundeskanzlerin Angela Merkel dort vorwarf, die Fußball-EM abschaffen und die EU-Nationalstaaten auflösen zu wollen, damit es in Zukunft „nur noch EU-Bundesliga“ gäbe. Dies sorgte für Verwirrung im Netz, da die Öffentlichkeit in diesem Fall keinen Bezug zur Postillon-Meldung hatte.
Anfang August 2016 fiel der Mitteldeutsche Rundfunk (MDR) auf einen älteren Beitrag des Postillon vom Mai 2016 herein. Der Artikel handelte von einer angeblich geplanten Zusammenführung der oft verwechselten Wörter „seid“ und „seit“ zu „seidt“ im Rahmen einer Rechtschreibreform. In einem Radiobeitrag wurde die Nachricht ungeprüft übernommen.
Im Dezember 2016 stellte Norbert Schittke, ein „Reichskanzler“ der Reichsbürgerbewegung, im Gespräch mit einem Reporter der heute-show die Behauptung auf, dass die AfD von Angela Merkel gegründet wurde und im Falle des Versagens der CDU umgehend in diese Partei eingegliedert werden würde. Er legte als Beweis einen Artikel des Postillon vor, der seine Behauptung stützen sollte.
Im Februar 2018 veröffentlichte Erika Steinbach auf ihrem Twitter-Profil das Bild einer Schlagzeile, auf der es hieß, ein Muslim würde keinen Jägermeister mehr trinken wollen, nachdem er ein christliches Kreuz auf dem Flaschenlogo entdeckt habe. Dieses Bild stammte von der Satire-Seite „Der Gazetteur“ und wurde anschließend vom Postillon zu einem Artikel verarbeitet. Nachdem Steinbach über die Satire aufgeklärt worden war, meinte sie, eine solche Meldung hätte im gegenwärtigen politischen Klima auch real sein können.
Im September 2018 ermittelte der Münchner Staatsschutz gegen das Portal, da der etwa eineinhalb Jahre zuvor veröffentlichte satirische Artikel „Du machst mir nichts als Ärger“: Björn Höcke dreht Hitler-Foto auf seinem Nachttisch um gegen § 86a (Verwenden von Kennzeichen verfassungswidriger Organisationen) verstoße. Wegen unklarer Aussagen in der Ermittlungsakte eines Münchner Musikstudenten wurde zunächst berichtet, es würde gegen diesen ermittelt, da er den Artikel auf Facebook gelikt hatte. Die Ermittlungen der Staatsanwaltschaft Nürnberg-Fürth wurden schnell wieder eingestellt. Die Darstellung sei nicht strafbar, da sie „im Rahmen eines Artikels erfolgte, der sich satirisch mit Björn Höcke und der AfD beschäftigte.“
Am 10. April 2024 veröffentlichte der Postillon unter Bezug auf die Qualitätsprobleme beim US-Flugzeugbauer Boeing einen satirischen Artikel, wonach sich ein Hobby-Bastler aus Frankfurt von heruntergefallenen Flugzeugteilen ein komplettes Flugzeug zusammengebaut habe. Das österreichische Boulevardblatt Oe24 nahm diese Meldung offenbar ernst und verbreitete diese Nachricht auf Instagram als eigene Story, ohne den Postillon als Quelle zu nennen oder um Erlaubnis zu bitten.

## Auszeichnungen und Nominierungen
- 2010: Deutsche Welle Auszeichnung The BOBs als Best Weblog German
- 2013: Grimme Online Award[75]
- 2018: Sprachwahrer des Jahres 2017
- 2019: Nominierung für den Goldene Kamera Digital Award in der Kategorie Best of Entertainment